# Kokushi
Kokushi oder Kuni no tsukasa (sinojapanische bzw. japanische Lesung von jap. 国司) bezeichnete im frühen Japan während des Ritsuryō-Verwaltungssystems die höchsten Beamten, die die zivile Regierung der einzelnen Provinzen Japans (kuni) bildeten. Häufig wird mit diesem Begriff auch nur der höchste Beamte (Provinzgouverneur) bezeichnet. Ab dem 14./15. Jahrhundert war mit den Posten keine tatsächliche Macht mehr verbunden, er wurde aber weiterhin als Auszeichnung verliehen.

## Geschichte
Die Kokushi entstanden im Zuge der Taika-Reformen und lösten die früheren Kuni no miyatsuko und Agatanushi ab. Eine frühe Bezeichnung war Kuni no mikotomochi (国宰). Ihr Amtssitz war das Kokuchō in der Provinzverwaltung (Kokuga).
Da mit der Ernennung zum Kokushi auch ein entsprechendes Gehalt einherging, geschah eine Ernennung auch als Belohnung an Beamte des Kaiserhofs, die nach ihrer Ernennung am Hof blieben. Ein solches Amt wurde Yōnin (遥任, „entferntes Amt“) oder Yōju (遥授, „entfernte Bewilligung“) genannt und die Amtsinhaber entsandten an ihrer statt einen Mokudai (目代, „Augenersatz“) als Stellvertreter.
Um eine persönliche Bereicherung zu unterbinden, verlangte der Kaiserhof ursprünglich eine detaillierte Berichterstattung besonders über die Steuereinnahmen, die mit allen Zwischenberichten abgeglichen wurde, sowie Inspektionen. Fehlbeträge mussten entweder aus dem persönlichen Vermögen beglichen werden oder resultierten in einem Karrierestopp bzw. -ende. Da dies eine aufwändige Verwaltung benötigte, wurde 731 ein neues System eingeführt, bei der ein Amtsnachfolger seinen Vorgänger auditieren musste und der Vorgänger erst nach Empfang (受領, zuryō) eines Ablöseschreibens (解由状, geyujō) vom Nachfolger seinen nächsten Posten antreten konnte, während im Gegenzug der Nachfolger für nicht entdeckte Verfehlungen persönlich belangt werden konnte. Im Laufe der Zeit bezeichnete Zuryō dann denjenigen Beamten, der vor Ort die höchste Gewalt innehatte, d. h. den effektiven anstatt des nominellen Provinzgouverneurs.
Im 1336 beginnenden Muromachi-Shogunat und der weiteren Schwächung des Kaiserhofs erhielt der militärische Posten des Shugo, aus dem später die Daimyō hervorgingen, immer mehr Befugnisse der Kokushi. Die Provinzen wurden schließlich von diesen Militärgouverneuren beherrscht. Ab diesem Zeitpunkt waren die Kokushi-Ämter nur noch zeremonieller Natur bzw. reine Titularämter ohne Funktion und es war daher üblich, dass die Kokushi nicht mehr in ihrer jeweiligen Provinz weilten.
Abgeschafft wurden die Kokushi mit der Wiederherstellung der kaiserlichen Herrschaft und Modernisierung des Landes in der Meiji-Restauration Ende des 19. Jahrhunderts.

## Ränge
Das Ritsuryō-System sah ein vierstufiges Beamtensystem (Shitōkan) vor:
- Kami (守) bezeichnet den Amtsleiter, der hier die Funktion eines Provinzgouverneurs innehat,
- Suke (介) als Provinzvizegouverneur,
- Jō (掾) als Provinzsekretär und
- Sakan (目) als Provinzkonzipist.[7]

Von der Einstufung der Provinz als Großprovinz (taikoku), Oberprovinz (jōkoku), Mittelprovinz (chūgoku) oder Unterprovinz (gekoku) hing ab, an wie viele Personen der jeweilige Posten vergeben wurde, sowie welchen Hofrang der Amtsinhaber besitzen musste:
|                | Großprovinz                                                                                               | Oberprovinz          | Mittelprovinz         | Unterprovinz         |
| -------------- | --- | -------------------- | --------------------- | -------------------- |
| Gouverneur     | Folgender Oberer 5.                                                                                       | Folgender Unterer 5. | Wirklicher Unterer 6. | Folgender Unterer 6. |
| Vizegouverneur | Wirklicher Unterer 6.                                                                                     | Folgender Oberer 6.  | keiner                | keiner               |
| Sekretär       | Obersekretär (大掾, Daijō): Wirklicher Unterer 7. Untersekretär (少掾, Shōjō): Folgender Oberer 7.        | Folgender Oberer 7.  | Wirklicher Oberer 8.  | keiner               |
| Konzipist      | Oberkonzipist (大目, Daisakan): Folgender Oberer 8. Unterkonzipist (少目, Shōsakan): Folgender Unterer 8. | Folgender Unterer 8. | Wirklicher Unterer 9. | Folgender Oberer 9.  |